# Aj Numsaaj Chan K’inich
Aj Numsaaj Chan K’inich (Aj Wosal) – władca Naranjo. Rządził co najmniej 69 lat.
Inskrypcja z Ołtarza 1 wymienia Aj Numsaaj Chan K’inicha, który wstąpił na tron w 546 roku n.e. jako chłopiec, odnotowuje również, że był trzydziestym piątym władcą i miał wywodzić się od mitycznego boga-założyciela miasta. Stela 25 zawiera informacje, że jego intronizacja odbyła się pod auspicjami Tuun K’ab’ Hixa, władcy Kaan. Oznacza to, że w tym czasie Naranjo znajdowało się prawdopodobnie pod jego dominacją. Podczas swoich rządów rozwijał infrastrukturę poprzez brukowanie dróg. Panował przez co najmniej sześćdziesiąt dziewięć lat, a ostatnią wzmiankę o nim zawiera Stela 25 z 615 roku, opisująca obchody jego wstąpienia na tron. 